# ガブリエル・クレメンツ
ガブリエル・クレメンツ（Gabrielle de Veaux Clements、1858年9月11日 - 1948年3月26日）はアメリカ合衆国の画家、版画家である。

## 略歴
フィラデルフィアで医師の娘に生まれた。母親の祖先に、独立戦争でのサウスカロライナの英雄、フランシス・マリオンがいる。フィラデルフィアの女子高で学び、美術に興味を持ち、フィラデルフィアの女子絵画学校(Philadelphia School of Design for Women) で版画をチャールズ・ページに学んだ。1876年から1880年までニューヨーク州イサカのコーネル大学で、工業製図などを学び、ドイツ中世の画家に関する論文で学士となった。1881年から1882年の間、ペンシルベニア美術アカデミーに学び、また1883年に版画をスティーヴン・パリッシュに学んだ。この頃、科学の分野の図版や版画を多く制作した。
この頃、生涯を通して活動を共にする、画家のエレン・デイ・ヘール(1855–1940)と知り合い、ヨーロッパに留学していたヘールに1884年頃、合流し、パリの私立の美術学校、アカデミー・ジュリアンで、ウィリアム・アドルフ・ブグローやトニ・ロベール＝フルーリーに学んだ。1885年にはヘールと共にサロン・ド・パリに作品を出展した。
帰国後、多くの展覧会に出展し、1892年に出版されたシャーロット・ペンドルトン編の詩集の挿絵も描き、ワシントンやボルティモアの教会の壁画も描いた。1895年から1908年の間、ボルティモアの女学校ブリンマー・スクールで美術を教えたのをはじめ、フィラデルフィアやチャールストンでも、時にはヘールとともに美術教室を開き、美術を教えた。
1893年のシカゴ万国博覧会の「女性館」に作品を展示し、1904年のセントルイス万国博覧会や1926年のフィラデルフィアでのアメリカ建国150周年記念博覧会 (Sesquicentennial Exposition) の展覧会にも出展した。
ボストンに近いアン岬(Cape Ann)に別荘を購入し、夏の間はヘールと絵を描いて過ごした。1948年にアン岬で死去した。

## 作品

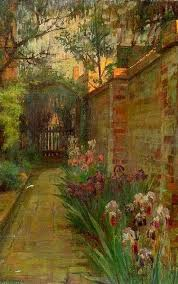
油絵「Garden Path」(1919)
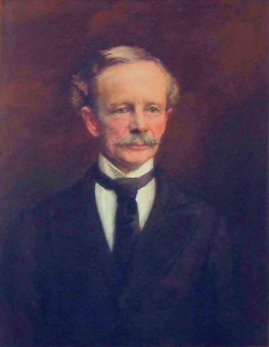
肖像画
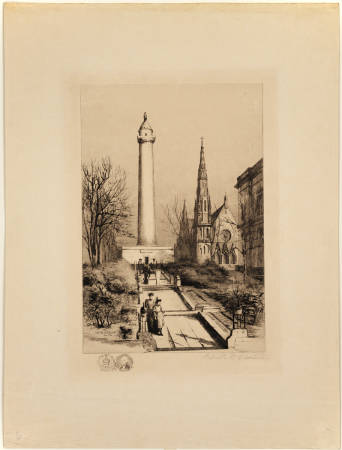
版画
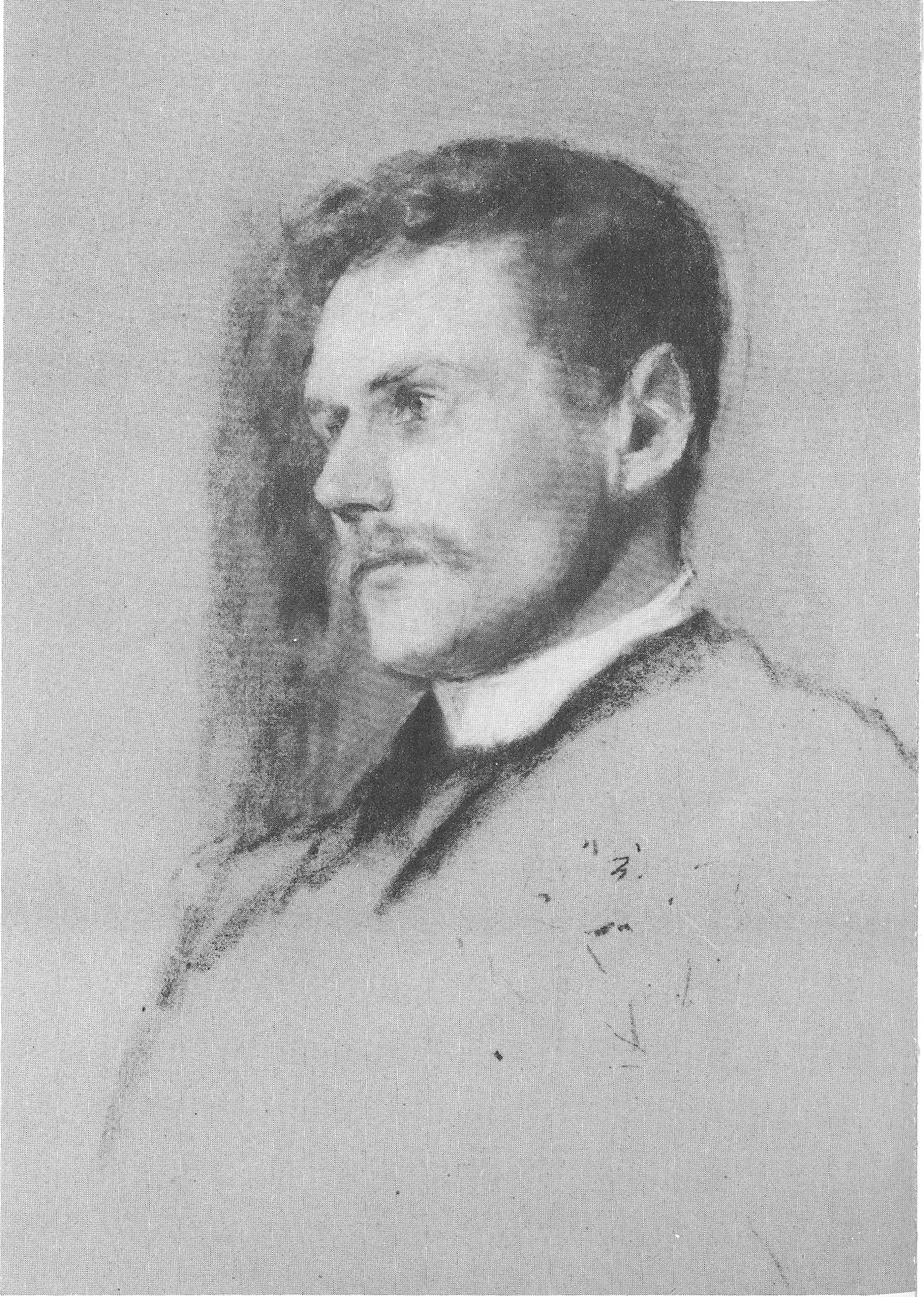

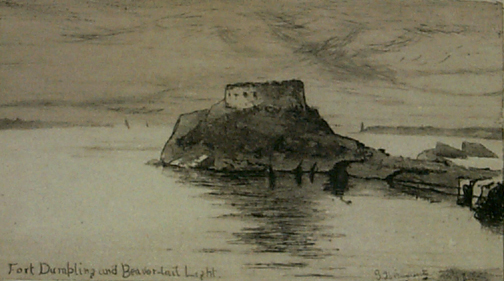
版画「ダンプリング砦」
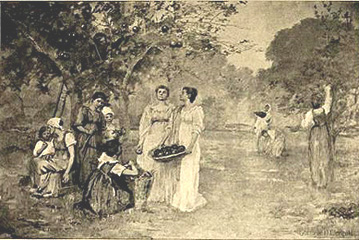